# Перстач гусячий
Перст́ач гу́сячий (Argentina anserina (L.) Rydb., синонім Potentilla anserina L.) — вид квіткових рослин родини розові (Rosaceae).

## Опис
Перстач гусячий, відомий також як гусятник, гусячі лапки — багаторічна трав'яниста рослина з міцним стрижневим коренем, вкритим бурими рештками прилистків. Стебла дугоподібно піднесені, 10—30 см завдовжки, вкриті так само, як черешки й квітконіжки, білою або сивою повстю з домішкою рідких простих волосків. Прикореневі та нижні стеблові листки довгочерешкові, складаються з 6—7 листочків, середні та верхні з 3—5 листочків. Листочки оберненояйцеподібні, з вузькоклиноподібною основою, на верхівці з 2—5 зубцями з кожного боку листочка; зверху голі або з досить довгими рідкими волосками, зелені, блискучі, зісподу — білоповстисті, сріблясті. Квітки з приємним запахом, трохи терпкуваті на смак, 1,5—2 см в поперечнику, жовті, на тонких квітконіжках. Плоди — тонкозморшкуваті, дрібні яйцеподібні сім'янки. Цвіте в червні — вересні.

## Місця зростання
Росте на схилах, луках, пасовищах, полях, перелогах, біля жител, інколи невеликими заростями на узліссях, галявинах, у чагарниках, по узбіччях доріг.

## Збирання
Збирають усю траву — під час цвітіння (сушать протягом, на горищі під залізним дахом), насіння — восени.

## Застосування
Застосовують як в'яжучий, сечогінний, кровооздоровний, кровоспинний, болезаспокійливий засіб при спазмах і шлункових та маткових болях, при болісних менструаціях; для регуляції функціональної діяльності товстих кишок, при запорах; при жовчнокам'яній хворобі та хворобах хворобах печінки (діють дубильні речовини, гіркоти, смоли, слиз, солі).
Як чай готують так: на 1 склянку окропу беруть 1 столову ложку трави, настоюють 10 хвилин і п'ють 2—3 склянки на день. Застосовують і у вигляді відвару — 20 г трави варять 5 хвилин у 200 мл води і п'ють по 1 столовій ложці тричі на день при спазмах і болях. При болісних менструаціях кладуть ще й компреси цієї рослини на нижню частину живота, а всередину вживають напар 1 столової ложки суміші трави гусячого перстачу, трави гірчака перцевого і трави меліси в співвідношенні 3:2:1 в 1 склянці окропу (протягом 10 хвилин), п'ють 3 склянки на день.
Застосовують при шлункових кольках, блюванні. У дітей молодшого віку добрі наслідки бувають від гусячого перстачу (у співвідношенні 5:100 води) в дозі 1—3 чайних ложок відвару з молоком для припинення блювання.